# Parapenaeopsis cultirostris
Parapenaeopsis cultirostris är en kräftdjursart som beskrevs av Alcock 1906. Parapenaeopsis cultirostris ingår i släktet Parapenaeopsis och familjen Penaeidae. Inga underarter finns listade i Catalogue of Life.